# Смалининкай
Смалини́нкай (лит. Smalininkai) — город в Литве, расположенный на правом берегу реки Неман, в 12 км от Юрбаркаса. Административный центр Смалининкайского староства. Ранее город был частью сельской общины Шмалленингкен (нем. Schmalleningken) в составе Восточной Пруссии. В 1923—1939 годах город был частью Литвы.

## Название
Историческое название города происходит от нем. smala — смола; нем. -ingken — деревня, что дословно переводится как «смольная деревня».

## История
Современный город Смалининкай находится на территории бывшей прусской сельской общины Шмалленингкен. В документах упоминается с конца XV века, как Шмальнигк (нем. Schmalnigk). В 1792 году получил право торговли. На карте начала XIX века обозначается как Шмалленингкен-Аугстогаллен. В начале XIX века община Шмалленингкен состояла из пяти деревень: Аугстогаллен (90 жителей), Эндрушен (ныне Эндрюшяй, 60 жителей), Шмалленингкен (99 жителей), Шмалленинген-Цолль (12 жителей) и Витткемен (Видкемис, 89 жителей).
В середине XIX века община Шмалленингкен состояла из трёх деревень: Эндрушен (295 человек в 53 дворах), Аугстогаллен (661 человек в 118 дворах) и рыночный город Шмалленингкен (668 человек в 143 дворах). В 1885 году в Эндрушене — 303 человека в 72 дворах, в Аугстогаллене — 709 человек в 160 дворах, в Витткемене — 680 человек в 153 дворах.
На карте 1937 года в общину Шмалленингкен также входят три деревни: Аугстогаллен, Эндрушен и Витткемен.
В 1878 году здесь была построена первая православная церковь.
К 1902 году была построена железная дорога от города Пагегяй.
В 1925 году население составляло 1741 жителей.
В 1945 году община Шмалленингкен получает статус города Смалининкай в составе Литовской ССР.

## Население
| жителей | 1 040 | 805 | 758 | 653 | 621 | 533 |

| Год  | Численность | Численность |
| ---- | ----------- | ----------- |
| 2001 | 651         | [ 3 ]       |
| 2002 | 651         | [ 3 ]       |
| 2003 | 632         | [ 3 ]       |
| 2004 | 635         | [ 3 ]       |
| 2005 | 637         | [ 3 ]       |
| 2006 | 629         | [ 3 ]       |
| 2007 | 601         | [ 3 ]       |
| 2008 | 572         | [ 3 ]       |
| 2009 | 558         | [ 3 ]       |
| 2010 | 552         | [ 3 ]       |
| 2011 | 518         | [ 3 ]       |
| 2012 | 521         | [ 3 ]       |
| 2013 | 519         | [ 3 ]       |
| 2014 | 519         | [ 3 ]       |
| 2015 | 509         | [ 3 ]       |
| 2016 | 483         | [ 3 ]       |
| 2017 | 471         |             |
| 2018 | 454         | [ 3 ]       |
| 2019 | 417         | [ 3 ]       |
| 2020 | 397         | [ 3 ]       |
| 2021 | 852         | [ 3 ]       |
| 2022 | 842         | [ 3 ]       |
| 2023 | 847         | [ 3 ]       |

## Галерея

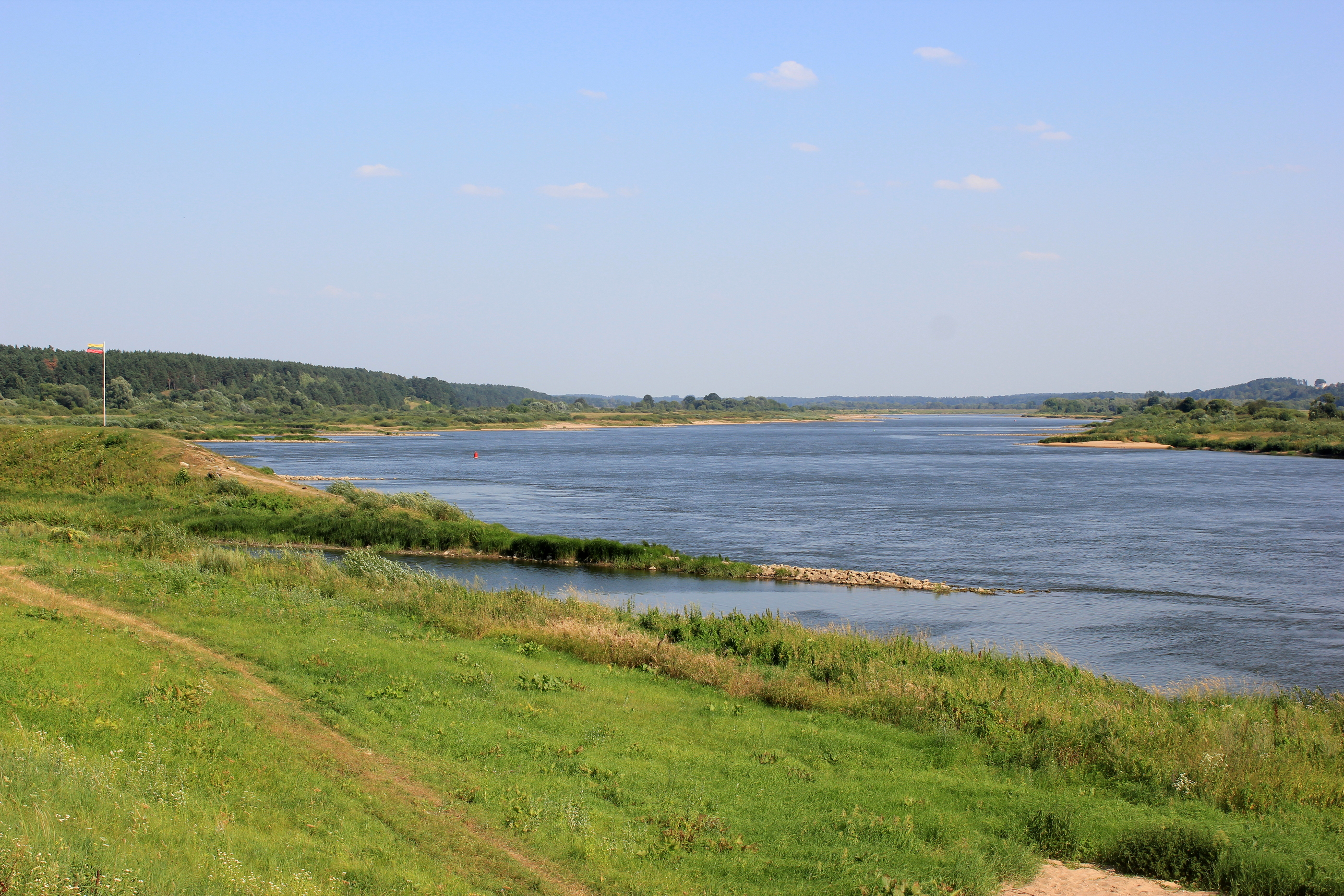
Река Неман в Смалининкае
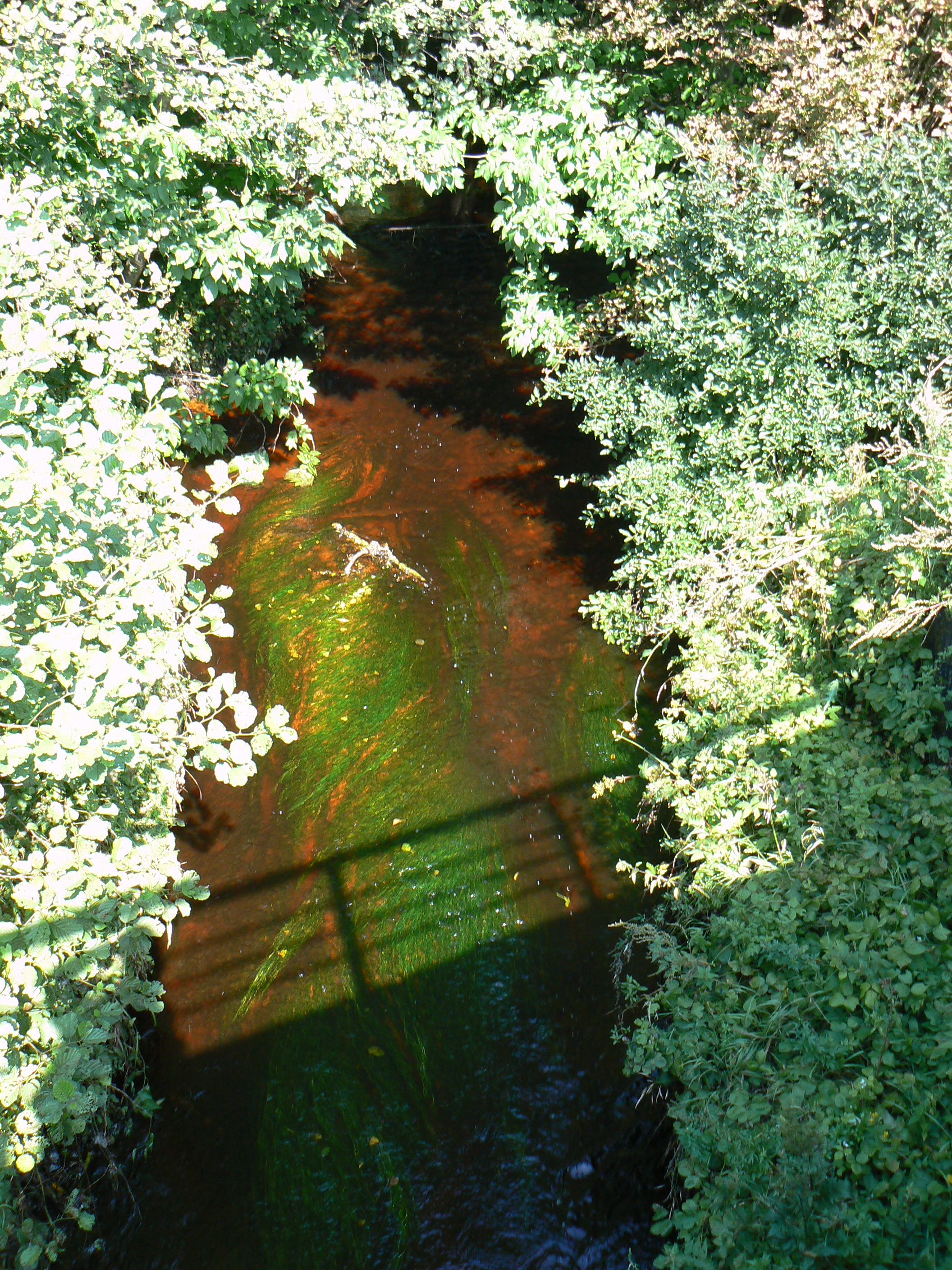
Ручей Швянтойи, приток Немана
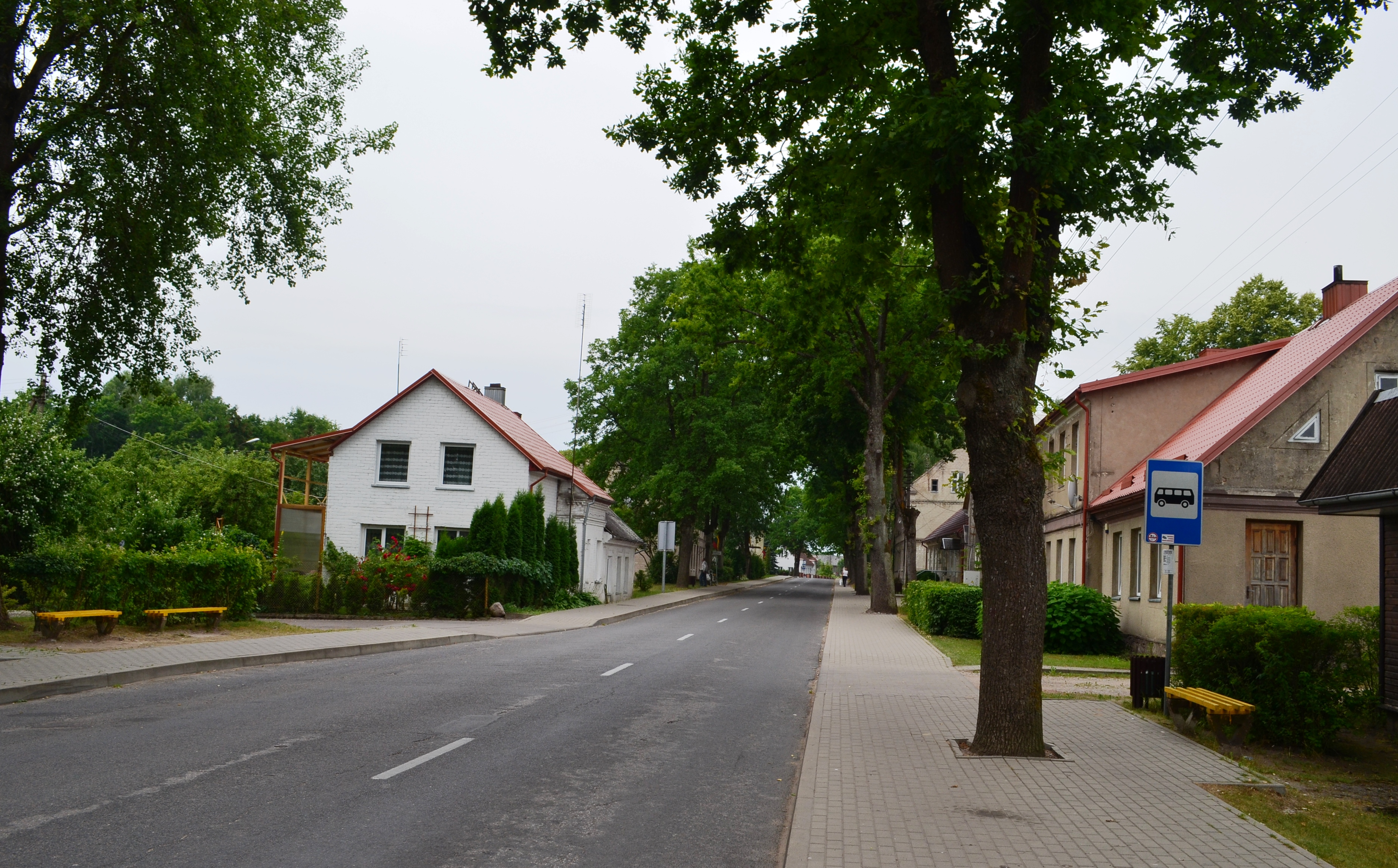
Неманская улица